# 41-й гвардейский миномётный полк реактивной артиллерии
41-й гвардейский миномётный полк — воинское подразделение Вооружённых сил СССР в Великой Отечественной войне.

## История
Полк сформирован в марте 1942 года в Московском военном округе
В составе действующей армии с 16.04.1942 по 15.11.1944 года и с 02.01.1945 по 09.05.1945 года.
По формировании прибыл на Карельский фронт в апреле 1942 года, по-видимому принял участие в весеннем наступлении на рубеже реки Западная Лица, затем, до осени 1944 года находился в обороне на том же рубеже («Долина славы»).
С 07.10.1944 участвует в Петсамо-Киркенесской операции, отличился при взятии Петсамо и Киркенеса. В течение всей операции поддерживал огнём 28-й гвардейский стрелковый полк 10-й гвардейской стрелковой дивизии. По окончании операции был направлен в резерв, а в декабре 1944 года направлен в Польшу
С 14.01.1945 принимает участие в Висло-Одерской операции, поддерживая соединения 89-го стрелкового корпуса, прорывающих оборону на реке Пилица. К 28.01.1945 вышел на подступы к городу Шнайдемюль, поддерживает части 314-й стрелковой дивизии
В феврале 1945 года участвует в Восточно-Померанской операции. В середине марта 1945 выведен в резерв, расположился в лесу восточнее Одера.
В ходе Берлинской операции полк был придан 1-й армии Войска Польского, в частности одним дивизионом поддерживал 4-ю пехотную дивизию Войска Польского. В боях с 16.04.1945, прошёл через город Врицен, к 20.04.1945 вышел к северным пригородам Берлина, к Ораниенбургу.
Последний залп совершил в Берлине 01.05.1945 года, затем расквартировался в лесах южнее Науэена, был вынужден отражать без применения РС атаку выходившей из окружения группы немецких войск.

## Полное наименование
41-й гвардейский миномётный Печенгский Краснознамённый орденов Богдана Хмельницкого и Александра Невского полк

## Подчинение
| Дата                              | Фронт (округ)            | Армия                                 | Корпус | Дивизия | Примечания |
| --------------------------------- | ------------------------ | ------------------------------------- | ------ | ------- | ---------- |
| 01.04.1942 года                   | Московский военный округ | -                                     | -      | -       | -          |
| 01.05.1942 года – 01.11.1944 года | Карельский фронт         | 14-я армия                            | -      | -       | -          |
| 01.12.1944 года                   | Резерв Ставки ВГК        | Полевое управление Карельского фронта | -      | -       | -          |
| 01.01.1945 года                   | Резерв Ставки ВГК        | -                                     | -      | -       | -          |
| 01.02.1945 года – 01.03.1945 года | 1-й Белорусский фронт    | 61-я армия                            | -      | -       | -          |
| 01.04.1945 года – 01.05.1945 года | 1-й Белорусский фронт    | -                                     | -      | -       | -          |

## Командиры
- майор / подполковник Гринкруг Григорий Наумович (с 7 — 12.1942, с 11.1943 — ком-р 29 ГМБр),
- майор / подполковник Ересько Пётр Семёнович (с 31.12.1942 по 12.1944, и с 1 — 4.1945),
- полковник Пуховкин Виктор Александрович (в 12.1944 и с 4.1945, быв. ком-р 14 ГМБр (1943—1944));
- замком по с/ч майор Глотов Алексей Алексеевич (1943, с 2.1945 — ком-р 1-го д-на 305 ГМПм);
- военком — бат. комиссар Демин (1942), замполит подполковник Иванов Всеволод Захарович (с 1 — 4. 1945 — врид ком-ра полка и в 8.1945);
- нач.штаба капитан / майор Глотов А. А. (с 1942, с 8.1943 — замком полка), майор Ересько П. С. (8.12.1942, с 31.12.1942 — ком-р полка), майор Пинскер Пётр Николаевич (с 9.1943 по 12.1944 и с 1.1945), майор Шеволдаев Александр Павлович (в 9.1944, пнш, в 1945 — ком-р 2-го д-на 56 ГМП), майор Серебров Павел Иванович (с 4.1945, быв. ком-р 10 огмд);
- пнш — капитан Молчанов;  офицер разведки капитан Шкурко Валентин Павлович;

Командиры дивизионов: 
- 253 огмдн / 1-го д-н — майор Петриков Василий Семёнович (10.1944), капитан Демидов Пётр Михайлович (с 2.1945);
- 254 огмдн / 2-го д-н — капитан / майор Вишневский Михаил Павлович (с 1943);
- 255 огмдн / 3-го д-н — майор Ересько Пётр Семёнович (1942, затем НШ полка), капитан / майор Глинский Вячеслав Гаврилович (с 1944);

## Награды и наименования
| Награда (наименование)                | Дата                                                        | За что получена |
| ------------------------------------- | ----------------------------------------------------------- | --- |
| Гвардейский                           |                                                             | При формировании |
| Почётное наименование «Печенгский»    | Приказ ВГК № 0354 от 31 октября 1944 года                   | за образцовое выполнение заданий командования в боях с немецкими захватчиками, за овладение городом Печенга (Петсамо) и проявленные при этом доблесть и мужество         |
| Орден Александра Невского             | Указ Президиума ВС СССР от 14 ноября 1944 года              | за образцовое выполнение заданий командования в боях с немецкими захватчиками, за овладение городом Киркенес и проявленные при этом доблесть и мужество                  |
| Орден Красного Знамени                | Указ Президиума ВС СССР от 5 апреля 1945 года               | За образцовое выполнение заданий командования в боях с немецкими захватчиками при вторжении в немецкую Померанию и проявленные при этом доблесть и мужество.             |
| Орден Богдана Хмельницкого II степени | Указ Президиума Верховного Совета СССР от 11 июня 1945 года | За образцовое выполнение заданий командования в боях с немецкими захватчиками при овладении столицей Германии городом Берлин и проявленные при этом доблесть и мужество. |